# مارك مادسن
مارك مادسن (بالإنجليزية: Mark Madsen) مواليد 28 يناير 1976 في والنوت كريك، هو لاعب كرة سلة أمريكي سابق أصبح مدرباً بدأ مسيرته الاحترافية في سنة 2000 يدرب فريق لوس أنجلوس ليكرز في الرابطة الوطنية لكرة السلة. يبلغ طوله 6 قدم 9 بوصة (2.1 م). اعتزل اللعب في 2009.

## فرق لعب لها
- لوس أنجلوس ليكرز
- مينيسيوتا تيمبر وولفز

## روابط خارجية
- مارك مادسن على موقع إن بي أي (الإنجليزية)
- مارك مادسن على موقع سبورتس رفرنس (الإنجليزية)
- مارك مادسن على موقع كرة السلة الأوروبية.كوم (الإنجليزية)
- مارك مادسن على موقع كلية كرة السلة في سبورتس رفرنس.كوم (الإنجليزية)
- مارك مادسن على موقع ريلجم (الإنجليزية)
- مارك مادسن على موقع بروبوليرز (الإنجليزية)
- مارك مادسن على موقع سبورتس رفرنس (الإنجليزية)
- مارك مادسن على موقع كلية كرة السلة في سبورتس رفرنس.كوم (الإنجليزية)